# Isole Scalloway

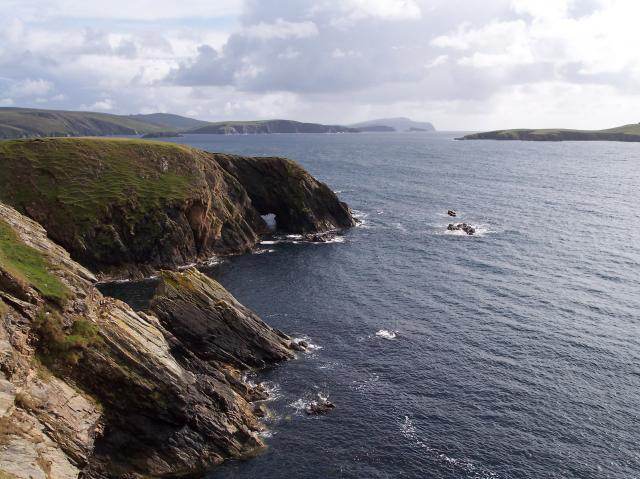
La parte meridionale di East Burra

Le isole Scalloway si trovano nell'arcipelago delle Shetland, di fronte a Scalloway a sud-ovest di Mainland. Esse costituiscono un mini-arcipelago e comprendono:
- Burra (costituita da due isole collegate tra loro e con Trondra tramite un ponte)
  - West Burra
    - Kettla Ness, collegata a West Burra tramite un tombolo

  - East Burra
- Hildasay/Hildesay
- Linga (da non confondere con molte altre isole delle Shetland con lo stesso nome)
- Oxna
- Papa
  - West Head of Papa (tidale)
- South Havra
- Trondra (collegata a Mainland e a Burra tramite un ponte)

St Ninian's Isle, collegata a Mainland tramite un tombolo, si trova nelle vicinanze a sud.